# Fosfito monopotásico
El fosfito monopotásico o fosfito de monopotasio en mezcla con fosfito de dipotasio se usa principalmente con el nombre de fosfito de potasio como fungicida soluble en agua.

## Síntesis
Lo más habitual es usar una reacción de neutralización entre el ácido fosforoso y el hidróxido de potasio:
{\displaystyle \mathrm {H_{3}PO_{3}\ +\ KOH\ \longrightarrow \ KH_{2}PO_{3}\ +\ H_{2}O} }